# آلبرتو فونتانا (بازیکن فوتبال، زاده ۱۹۷۴)
آلبرتو فونتانا (انگلیسی: Alberto Fontana؛ زادهٔ ۲ دسامبر ۱۹۷۴) بازیکن فوتبال اهل ایتالیا است.
از باشگاه‌هایی که در آن بازی کرده‌است می‌توان به باشگاه فوتبال هلاس ورونا، باشگاه فوتبال تورینو، باشگاه فوتبال یوونتوس، باشگاه فوتبال آ.اس. رم، باشگاه فوتبال پیستویزه، باشگاه فوتبال رجانا، باشگاه فوتبال نووارا، و باشگاه فوتبال پالرمو اشاره کرد.